# 河東鉄道フホハ1形客車
河東鉄道フホハ1形客車（かとうてつどうフホハ1がたきゃくしゃ）は、長野電鉄の前身事業者である河東鉄道が、同社路線の開業に際して新製した客車である。

## 概要
1922年（大正11年）6月2日の河東鉄道開業に際して、日本車輌製造東京支店で製造された客車である。並等客車フホハ1形1 - 5、並等・特等合造客車フホロハ1形1 - 3の計8両が新製された。
いずれもパンタグラフやモーター等を搭載すれば電車として機能するようにあらかじめ設計された電車形木造客車であった。
長野電鉄設立初期から幾多もの改番をしながら長らく主力として活躍し、地下化対策のための2500系による置き換えまで、60年近く稼動しつづけた。
フホハ1 - 5は電動車化に際してデハ1形1 - 5と改番された。その後5両とも形式称号を「モハ」に改め、このうちモハ1 - 4はそれぞれモハ103・モハ203・デハニ12・デハニ13に主電動機を譲り、付随車サハ360形361・362、制御車クハ50形（初代）51・52となった。
このうちサハ361・362は1941年に武蔵野鉄道（現・西武鉄道）へ譲渡された。クハ50形のうちクハ52は1960年（昭和35年）10月13日夜に小布施駅付近の踏切でトラックと衝突事故をおこし大破した。その車体は須坂車庫に放置され、台車は同車庫の仮台車として使われた。クハ2両は後にクハ1550形1551・1552に改番され、1952年（昭和27年）から1953年（昭和28年）にかけて鋼体化した。
モハ5はモハニ14→モハ22と変わっていき、モハ152にいったんモーターを譲り、クハ54→クハニ1064、1953年鋼体化、さらに再びモハ1003から主電動機を譲り受け電動車として復活、 モハニ1011→モハニ1031→モハ1012と、計9回改番した。